# تاج ادوارد مقدس
تاج سنت ادوارد (St Edward's Crown) یا تاج ادوارد مقدس قطعه اصلی از جواهرات تاج پادشاهی متحده است. پس از پادشاه سنت ادوارد معترف، نمونه‌هایی از این تاج به‌طور سنتی از قرن سیزدهم برای تاجگذاری پادشاهان یا ملکه های  انگلیسی و بریتانیایی در مراسم تاجگذاریشان استفاده می‌شده‌است.
تاج اصلی مانند یک یادگار مقدس در کلیسای وست مینستر یعنی محل دفن شاه ادوارد نگهداری می‌شد، تا اینکه در طول جنگ داخلی انگلیس پارلمان سلطنت را ملغی کرد و نشان‌های سلطنتی فروخته یا ذوب شدند.
تاج سنت ادوارد فعلی برای چارلز دوم در سال ۱۶۶۱ ساخته شد. این تاج از طلای تو پر ساخته شده و ۳۰ سانتیمتر (۱۲ اینچ) قد، ۲٫۲۳ کیلوگرم (۴٫۹ پوند) وزن دارد و با ۴۴۴ سنگ قیمتی و نفیس تزئین شده‌است. تاج از نظر وزن و ظاهر کلی شبیه به تاج اصلی است، اما قوس‌های آن به سبک باروک هستند.
پس از سال ۱۶۸۹، بیش از ۲۰۰ سال از آن برای تاجگذاری هیچ پادشاهی استفاده نشد. در سال ۱۹۱۱، این سنت توسط جورج پنجم احیا شد و از آن زمان تا کنون ادامه یافته‌است، از جمله اخیراً در مراسم تاجگذاری چارلز سوم و کامیلا در سال ۲۰۲۳ مورد استفاده قرار گرفت. در سال ۱۹۵۳، الیزابت دوم تصویری تلطیف شده از این تاج را انتخاب کرد تا بر روی نشان‌ها در قلمروهای مشترک المنافع استفاده شود تا نماد اقتدار سلطنتی او باشد.
تاج سنت ادوارد معمولاً در خانه جواهر در برج لندن به نمایش گذاشته می‌شود.

## توصیف
تاج سنت ادوارد از طلای ۲۲ عیار ساخته شده‌است. محیط آن ۶۶ سانتیمتر (۲۶ اینچ)، قد آن ۳۰ سانتیمتر (۱۲ اینچ) و وزن ۲٫۲۳ کیلوگرم (۴٫۹ پوند) دارد. کلاه مخملی بنفش آن با ارمینه تزئین شده‌است. این تاج دارای ۴۴۴ سنگ قیمتی و نفیس است از جمله ۳۴۵ آکوامارین تراش خورده رز، ۳۷ توپاز سفید، ۲۷ تورمالین، ۱۲ یاقوت، ۷ آمتیست، ۶ یاقوت کبود، ۲ ژارگون، ۱ نارسنگ، ۱ لعل، ۱ کاربانکل و ۱ زبرجد است.